# Kościuszkova vstaja
Kościuszkova vstajaje bil poskus Poljakov pod poveljstvom veterana ameriške osamosvojitvene vojne Tadeusza Kościuszka, da bi dosegli neodvisnost po drugi delitvi Poljske.
Vstaja se je končala s porazom in tretja delitev Poljske je stekla naslednje leto.